# Gümüşhanespor
Gümüşhanespor is een Turkse voetbalclub uit Gümüşhane, gelegen in de Zwarte Zeeregio. De club is in 1984 opgericht en speelt zijn thuiswedstrijden in het Gümüşhane Yenişehir stadion, die plaats biedt aan 4.000 toeschouwers. Gümüşhanespor speelt in de Spor Toto 2. Lig.

Gümüşhane ligt in de Zwarte Zeeregio.

## Competitieresultaten
- TFF 1. Lig: 4

1998-1999, 2000-2003
- TFF 2. Lig: 5

2003-2004, 2013-
- TFF 3. Lig: 18

1984-1988, 1995-1998, 1999-2000, 2003-2013
- Amateurs: 7

1988-1995